# Andreas Masius
Andreas Masius (* 30. November 1514 in Lennik bei Brüssel; † 7. April 1573 in Zevenaar; auch: Andreas Maes) war katholischer Kleriker, Humanist und einer der ersten europäischen Syrologen.

## Leben
Nach Studium und kurzer Lehrtätigkeit in Löwen wirkte Masius als Sekretär des Konstanzer Bischof Johannes von Weeze († 13. November 1548). Später war er, unter anderem im Auftrag des Abtes Gerwig Blarer (1495–1567) von Weingarten, als diplomatischer Vertreter in Rom. Auf Weisung des Herzogs Wilhelm V. von Jülich-Kleve-Berg bat er 1555 den Papst um die Erlaubnis zur Gründung einer Universität in Duisburg. Nach Ausscheiden aus dem Klerus und seiner Heirat 1559 ließ er sich in Zevenaar nieder und publizierte in den letzten Lebensjahren, trotz Kränklichkeit, mehrere Werke.
Masius studierte in Löwen Hebräisch, in Rom Arabisch bei Guillaume Postel und 1553 Syrisch bei Moses von Mardin, einem Priester des Patriarchats von Antiochien der Syrer. Im selben Jahr übersetzte er für Sulaqa, den erwählten (Gegen-)Patriarchen der ostsyrischen „Kirche des Ostens“, die für dessen Weihe in Rom nötigen Dokumente aus dem Syrischen. 1554 fertigte er, wohl in Deutschland, für Julius von Pflug († 3. September 1564), den letzten katholischen Bischof von Naumburg-Zeitz, eine lateinische Übersetzung der syrischen Basilius-Anaphora. Beides erschien im Druck als Beigabe zu Masius’ Übertragung des Traktates De Paradiso des Moses bar Kepha.
1571 veröffentlichte Masius, ebenfalls bei Plantin in Antwerpen, seine Grammatica linguae syricae sowie das Wörterbuch Syrorum Peculium. Hoc est, vocabula apud Syros scriptores passim vsurpata.

## Werke (Auswahl)
- Institutio linguae Syrae: ex optimis quibusque apud Syros scriptoribus, in primis And. Masio collecta. Plantin, Antwerpen 1544. (Digitalisat)
- Josuae imperatoris historia, illustrata atque explicata. Plantin, Antwerpen 1574. (Digitalisat)
- Moses Bar-Kepha: De Paradiso Commentarius. Übersetzt von Andreas Masius. Plantin, Antwerpen 1569. (Digitalisat)
- Syrorum peculium, hoc est, vocabula apud syros scriptores passim usurpata, targumistis vero aut prorsus incognita aut in ipsorum vocabulariis adhuc non satis explicata. Plantin, Antwerpen 1571.
- Max Lossen: Briefe von Andreas Masius und seinen Freunden 1538 bis 1573, Leipzig 1886 (BoD 2014 ISBN 978-5519107853)